# Poa pilgeri
Poa pilgeri là một loài cỏ trong họ hòa thảo, thuộc chi poa.